# Casino de Zamora

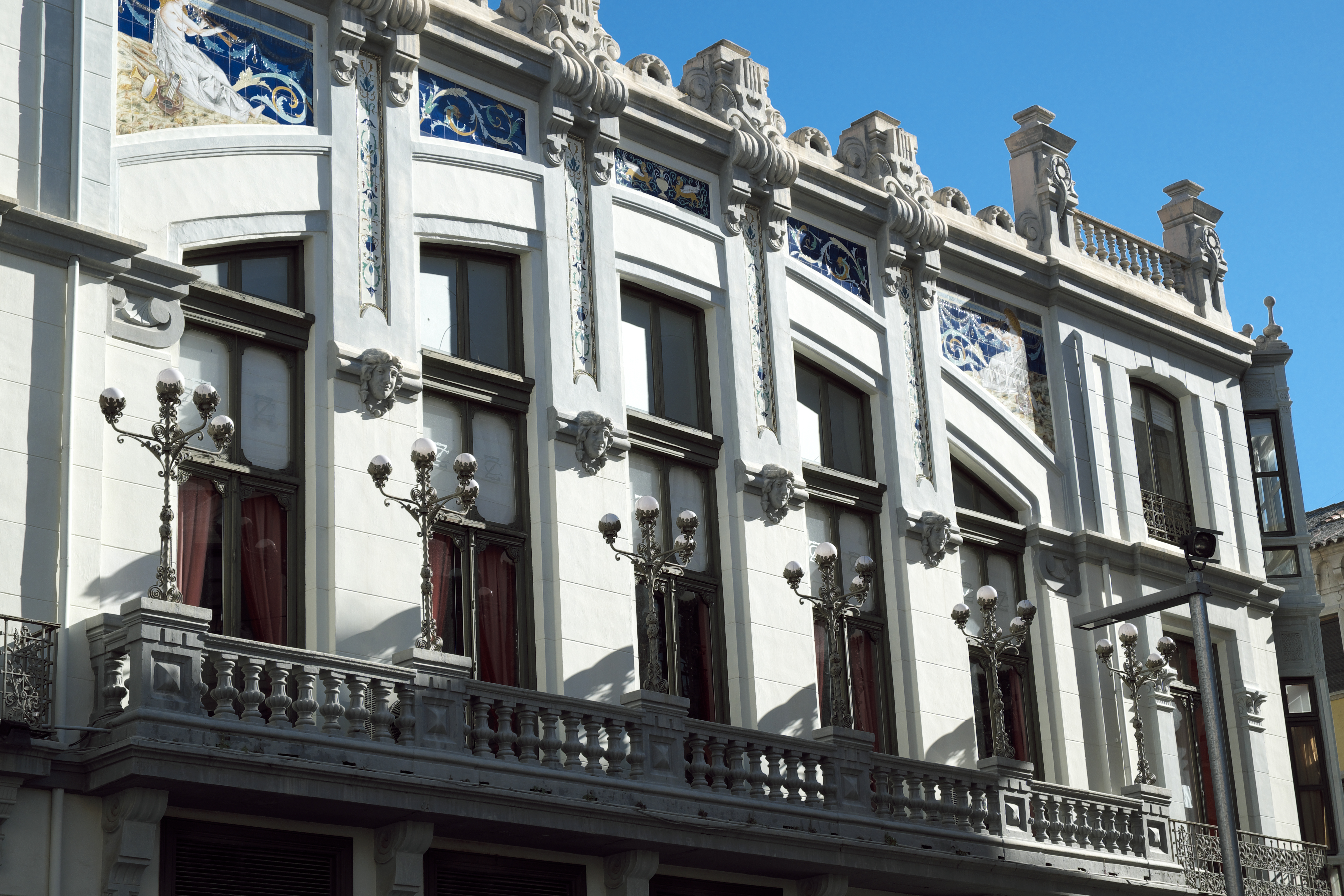
Erstes Stockwerk des Gebäudes mit den Gesellschaftsräumen

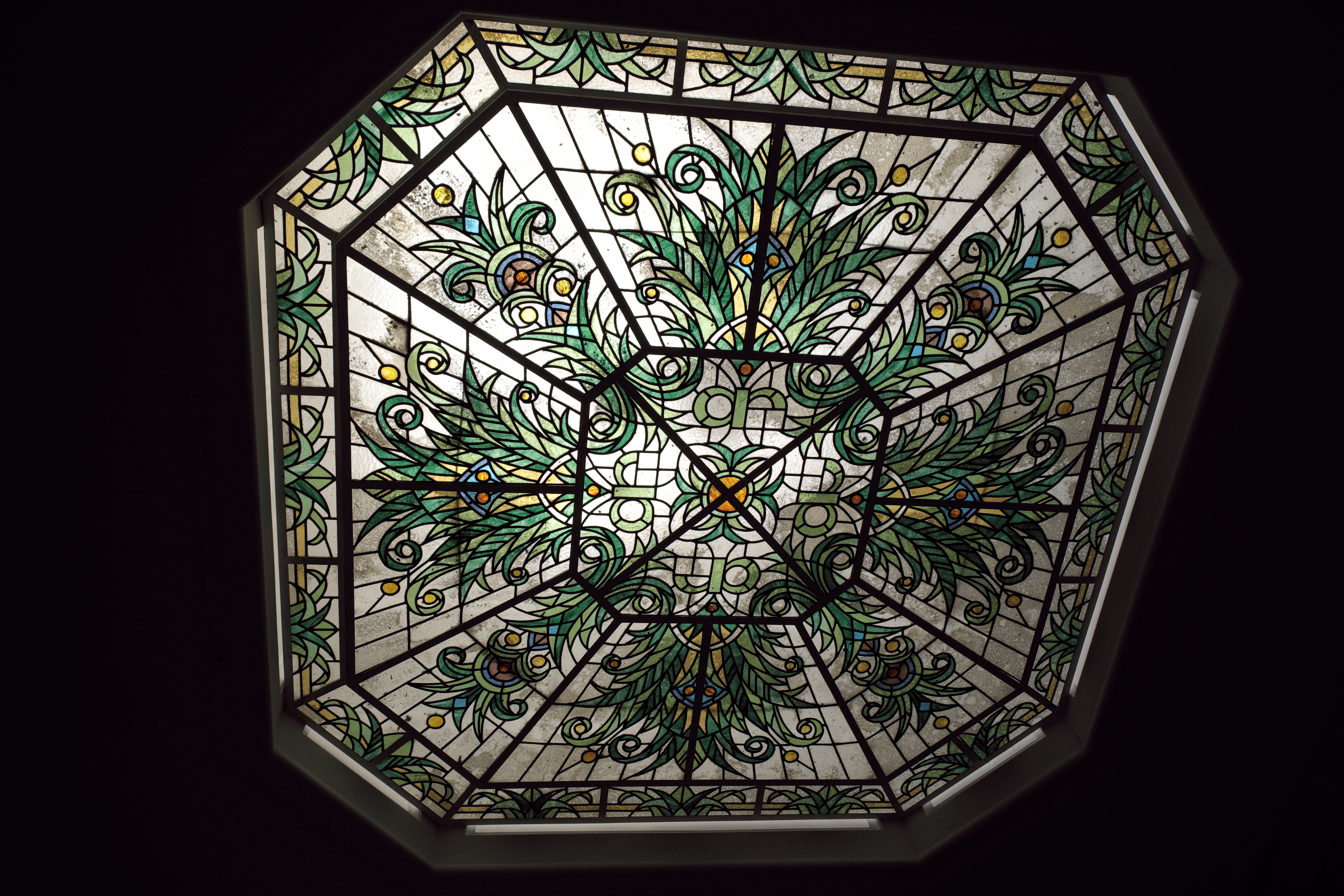
Oberlicht im Treppenhaus

Das Casino de Zamora (auch Círculo de Zamora genannt) ist ein Gebäude in Zamora, einer spanischen Stadt in der Autonomen Gemeinschaft Kastilien und León, das von 1905 bis 1910 errichtet wurde.

## Geschichte
Das Gebäude in der Calle Santa Clara Nr. 2 wurde im Stil des Modernisme nach den Plänen des Architekten Miguel Mathet y Coloma erbaut. Der Auftraggeber war die Vereinigung von Bürgern der Stadt (nach dem Vorbild des Casino de Madrid), die größere Gesellschaftsräume für ihre Zusammenkünfte haben wollte.  
Das zweigeschossige Haus besitzt im ersten Stockwerk einen großen Saal und weitere Nebenräume. Heute befindet sich darin ein Restaurant und Café. Die straßenseitige Fassade ist geschmückt mit Keramikfliesen, deren Dekor von der römischen Wandmalerei inspiriert ist.